# Eón (ciudad)
Eón (en griego, Ἡιών) es el nombre de una antigua ciudad griega situada en Tracia pero cuya ubicación exacta es desconocida. 
Tucídides menciona que la ciudad de Eón era una colonia tracia de los mendeos. En el año 425 a. C. era enemiga de Atenas y fue tomada gracias a una traición por tropas atenienses y aliadas bajo el mando de Simónides. Sin embargo, rápidamente acudieron a la ciudad calcideos y botieos, que expulsaron a los ocupantes.
No debe ser confundida con Eyón, otra ciudad tracia.